# Colobaea canadensis
Colobaea canadensis is een vliegensoort uit de familie van de slakkendoders (Sciomyzidae). De wetenschappelijke naam van de soort is voor het eerst geldig gepubliceerd in 1990 door Knutson and Orth.